# Сокочница
Сокочница је ријека која извире у подножју села Загорићи испод Црног врха на 1.141 метру надморске висине, на обронцима планине Лисине. Протиче између села Герзово и Трново у мркоњићкој општини, чинећи природну границу између та два насељена мјеста. Након пар километара, Сокочница улази у дубоки кањон дугачак десетак километара, у коме се налази и тзв. Соколачка пећина. Ријека протиче испод зидина тврђаве под именом Соко Град. Улива се у Пливу у шиповачкој општини, а ушће је удаљено само 3 km од центра града.
На ријеци се налази укупно 18 воденица, од којих је само неколико у функцији. На Сокочници се налази и рибњак у коме се узгаја углавном поточна пастрмка, а на неколико мјеста се могу наћи и бране које граде даброви. Из ријеке се напаја водоводна мрежа за неколико села.